# Калкаманський сільський округ
Калкама́нський сільський округ (каз. Қалқаман ауылдық округі, рос. Калкаманский сельский округ) — адміністративна одиниця у складі Аксуської міської адміністрації Павлодарської області Казахстану. Адміністративний центр — село Калкаман.
Населення — 3434 особи (2021; 3881 у 2009, 5281 у 1999, 8440 у 1989).
Станом на 1989 рік існували Калкаманська селищна рада (смт Калкаман) та Куйбишевська сільська рада (села Жанааул, Куйбишево, Тузаул, Юбілейне) колишнього Єрмаківського району. 2000 року село Сольветка було передане до складу Євгеньєвської сільської адміністрації. Села Жанааул, Тузаул були ліквідовані 2000 року, село Юбілейне — 2005 року. 2013 року до складу округу була включена територія ліквідованого Акжольського сільського округу (село Акжол).

## Склад
До складу округу входять такі населені пункти:
| Населений пункт | Старі назви | Населення, осіб (1989) | Населення, осіб (1999) | Населення, осіб (2009) | Населення, осіб (2021) |
| --------------- | ----------- | ---------------------- | ---------------------- | ---------------------- | ---------------------- |
| Акжол, село     | Куйбишево   | 946                    | 853                    | 736                    | 586                    |
| Калкаман, село  | -           | 7100                   | 4286                   | 3145                   | 2848                   |
| Жанааул, село   | -           | 75                     | 35                     | -                      | -                      |
| Тузаул, село    | -           | 147                    | 12                     | -                      | -                      |
| Юбілейне, село  | -           | 172                    | 95                     | -                      | -                      |